# Тит Рубрий Непот
Вижте пояснителната страница за други личности с името Тит Рубрий Непот.
Тит Рубрий Непот (на латински: Titus Rubrius Nepos) е римлянин от 1 век.
От 38 до 49 г. той e куратор (curator aquarum). На един запазен надпис върху камък (cippus) се казва, че е работил с други двама колеги, Авъл Дидий Гал и Марк Корнелий Фирм, на акведуктите Аква Марция, Аква Тепула и Аква Юлия.
Баща е на Тит Рубрий Елий Непот (суфектконсул 79 г.).